# 梅里特 (密歇根州)

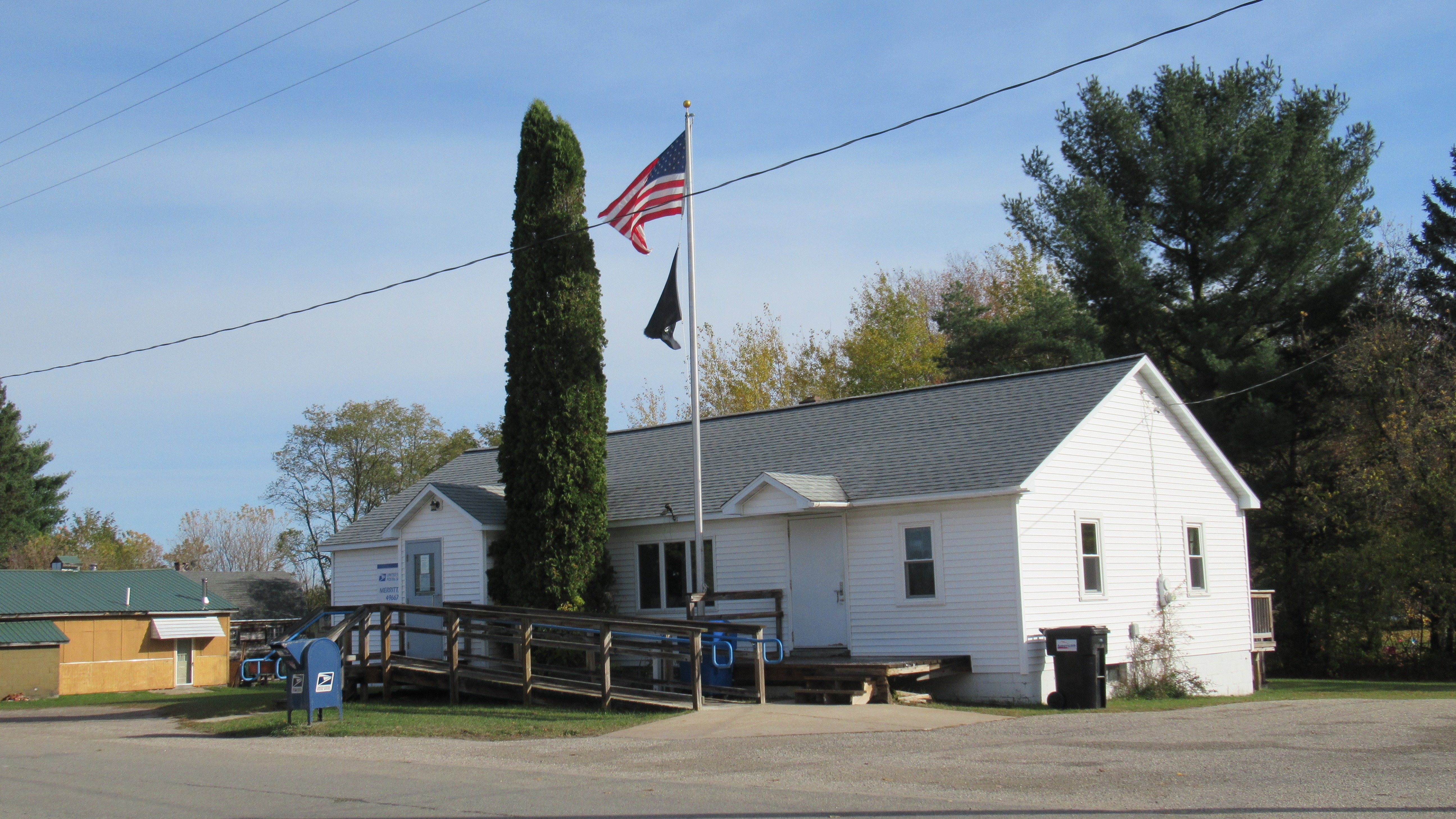
位於梅里特的郵政局

梅里特（英語：Merritt）是位於美國密歇根州米索基縣巴特菲爾德鎮區及恩特普賴斯鎮區的一個非建制地區。

## 地理
梅里特所處的海拔為高於海平面352米（即1155英呎），而該地所採用的時區為UTC-5，即北美东部時區（EST）。同時該地設有夏令時間，為UTC-5調快一小時，即UTC-4（EDT）。